# Amedeo Carboni
Amedeo Carboni (Arezzo, Italia, 6 de abril de 1965) es un exfutbolista italiano. Considerado casi por unanimidad el mejor defensa lateral izquierdo en la historia del Valencia C. F. junto a José Luis Gayà, desde 1997 hasta 2006, logró dos Ligas, una Copa del Rey, Copa Intertoto, Copa de la UEFA, Supercopa de Europa, y Supercopa de España. Disputó un total de 404 (350 oficiales) partidos con el club, su último partido con la elástica ché fue con 41 años, 1 mes y 10 días. En el calcio italiano, consiguió una Recopa de Europa y Copa Italia con la UC Sampdoria, este último título lo repetiría con la AS Roma. 
El 23 de octubre de 2005, se convirtió en el segundo jugador más veterano con 40 años, seis meses y 17 días en jugar en la Primera División de España en su momento, solo por detrás de Harry Lowe. Actualmente es el cuarto por detrás también de Joaquín Sánchez Rodríguez y Ricardo López Felipe.

## Trayectoria
Fue jugador de fútbol del Valencia CF desde junio de 1997 hasta mayo del 2006. En sus 9 temporadas como jugador valencianista fue parte activa de los grandes éxitos cosechados por el club ganando 2 Ligas, 1 Copa Intertoto, 1 Copa de la UEFA, 1 Supercopa de Europa, una Supercopa de España y su primer título como jugador del Valencia C. F., la Copa del Rey de 1999 que rompía una sequía de títulos de 20 años.
Disputó un total de 350 partidos oficiales con el club ché y anotó su único gol el 6 de mayo de 1999 frente a la Real Sociedad.
Ha sido el jugador más veterano en ganar alguna competición de clubes europea, cuando ganó la Supercopa de Europa en el 2004 hasta el momento.
Fue presentado como nuevo director deportivo del Valencia el 19 de mayo de 2006 y fue cesado de su cargo en el club el 19 de junio de 2007 por Juan Bautista Soler en beneficio del técnico Quique Sánchez Flores, con quien tenía numerosas disputas profesionales y que gozaba de mayor respaldo en los medios de comunicación nacionales. 
En 2009 asume el cargo de director deportivo del RE Mouscron compartiendo cargo con Juan Sánchez en el equipo belga, al que dirige otro ex valencianista como es Miroslav Djukic.
Ocasionalmente ha sido comentarista deportivo de diversos partidos emitidos por la televisión autonómica de Canal 9 y de alguna televisión italiana.

## Selección nacional
Ha sido internacional con la Selección nacional de fútbol de Italia en 18 ocasiones.

### Participaciones en copas internacionales
| Mundial       | Sede       | Resultado    |
| ------------- | ---------- | ------------ |
| Eurocopa 1996 | Inglaterra | Primera fase |

## Clubes
| Club         | País   | Año       |
| ------------ | ------ | --------- |
| AC Arezzo    | Italia | 1984-1985 |
| AS Bari      | Italia | 1985-1986 |
| AC Arezzo    | Italia | 1986-1987 |
| Parma FC     | Italia | 1987-1988 |
| UC Sampdoria | Italia | 1988-1990 |
| AS Roma      | Italia | 1990-1997 |
| Valencia CF  | España | 1997-2006 |

## Títulos

### Campeonatos nacionales
| Título              | Club        | País   | Año     |
| ------------------- | ----------- | ------ | ------- |
| Copa Italia         | Sampdoria   | Italia | 1988-89 |
| Copa Italia         | A. S. Roma  | Italia | 1990-91 |
| Copa del Rey        | Valencia CF | España | 1998-99 |
| Supercopa de España | Valencia CF | España | 1999    |
| Liga                | Valencia CF | España | 2001-02 |
| Liga                | Valencia CF | España | 2003-04 |

### Copas internacionales
| Título                    | Club         | País   | Año  |
| ------------------------- | ------------ | ------ | ---- |
| Recopa de Europa          | UC Sampdoria | Italia | 1990 |
| Copa Intertoto de la UEFA | Valencia CF  | España | 1998 |
| Copa de la UEFA           | Valencia CF  | España | 2004 |
| Supercopa de Europa       | Valencia CF  | España | 2004 |